# 开展婀蛛
开展婀蛛（学名：Argenna patula）为卷叶蛛科婀蛛属的动物。在中国大陆，分布于新疆等地，主要栖息于农田以及菜地及河滩，在植物叶面或土缝间活动。